# Kremena Kamenova
Kremena Kamenova est une joueuse bulgare de volley-ball née le 21 mai 1988 à Smolyan. Elle mesure 1,85 m et joue au poste de réceptionneuse-attaquante.

## Clubs
| Club                   | De        | À         |
| ---------------------- | --------- | --------- |
| Levski Sofia           | 2002-2003 | 2008-2009 |
| Lokomotiv Bakou        | 2009-2010 | 2011-2012 |
| CS Ştiinţa Bacău       | 2012-2013 | 2012-2013 |
| Ienisseï Krasnoïarsk   | 2013-2014 | 2013-2014 |
| CSM Bucureşti          | 2014-2015 | 2014-2015 |
| Levski Sofia           | oct 2015  | nov 2015  |
| İdmanocağı Spor Kulübü | 2015-2016 | 2015-2016 |
| Developres Rzeszów     | 2016-2017 | 2016-2017 |
| Maritsa Plovdiv        | 2017-2018 | …         |

## Palmarès
- Championnat de Bulgarie
  - Vainqueur : 2009, 2018, 2020.
- Coupe de Bulgarie
  - Vainqueur : 2009, 2018.
- Challenge Cup
  - Vainqueur : 2012.
  - Finaliste : 2011, 2016.
- Championnat d'Azerbaïdjan
  - Finaliste : 2010, 2012
- Championnat de Roumanie
  - Vainqueur : 2013.
- Coupe de Roumanie
  - Vainqueur : 2013.
- Supercoupe de Bulgarie
  - Finaliste : 2015.